# Casa Robichaux
La Casa Robichaux es una casa histórica ubicada en 322 East 2nd Street en Thibodaux, Luisiana Construida en 1898, la casa es una residencia de madera de dos pisos en estilo neorrenacimiento de la Reina Ana con detalles de galería Eastlake, tres tramos poligonales y dos chimeneas. El tejado presenta una torre cuadrada con dos óculos.
El estilo del edificio refleja la "segunda ola de prosperidad" en Thibodaux, donde las casas se diseñaron por primera vez en estilo neogriego. 
La casa fue incluida en el Registro Nacional de Lugares Históricos el 5 de marzo de 1986. 